# چارتهام
چارتهام (به انگلیسی: Chartham) یک روستا و محله مدنی در بریتانیا است که در شهر کنتربری واقع شده‌است. چارتهام ۲۰٫۸۴ کیلومتر مربع مساحت و ۴٬۲۶۱ نفر جمعیت دارد.